# ماریا فرناندا آمپوئرو
ماریا فرناندا آمپوئرو (گوایاکیل، ۱۴ آوریل ۱۹۷۶) نویسنده و روزنامه‌نگار اکوادوری است. وی تاکنون سه کتاب و چندین مقاله در روزنامه‌ها و مجلات کشورهای گوناگون منتشر کرده‌است. آمپوئرو در اسپانیا و مکزیک زندگی می‌کند. در ژوئیه ۲۰۱۹، او مدیر برنامه ملی کتاب و کتابخوانی خوزه د لا کوادرا وزارت فرهنگ اکوادور شد.
ماریا فرناندا آمپوئرو برنده چندین جایزه است، همچون جایزه خواکین گالیگوس لارا برای کتاب خروس‌بازی، جایزه فرزندان مری شلی برای داستان مردان می‌گویند من کیستم؟. و جایزه کوسچا انیه برای داستان نام، در سال ۲۰۱۶.
آثار او به فارسی، انگلیسی، پرتغالی و ایتالیایی ترجمه شده‌است او در سال ۲۰۱۲ به‌عنوان یکی از تأثیرگذارترین لاتین‌تبارها در اسپانیا انتخاب شد.
Pelea de gallos (جنگ خروس‌ها)، اولین مجموعه داستان کوتاه او، در سال ۲۰۱۸ منتشر شد و به سرعت تبدیل به یک موضوع برای منتقدان شد. این کتاب توسط نسخه اسپانیایی نیویورک تایمز به عنوان یکی از۱۰ کتاب برتر سال ۲۰۱۸ معرفی شد و جایزه ملی داستان‌نویسی خواکین گالیگوس لارا را دریافت کرد. این کتاب، متشکل از ۱۳ داستان است و موضوعاتی مانند خشونت، تبعیض جنسی و نابرابری اجتماعی در آمریکای لاتین را از نگاه زنان بررسی می‌کند. این کتاب با عنوان جنگ خروس‌ها توسط فرانسیس ریدل ترجمه شد و در سال ۲۰۲۰، توسط شرکت نشر کتاب The Feminist Press منتشر شد.

## ترجمه به فارسی
- زالوبازی - شایان جوادی (از انگلیسی و اسپانیایی) [۸][۹][۱۰][۱۱]